# Minglanilla (Cebu)
Pour la ville d'Espagne, voir Minglanilla.

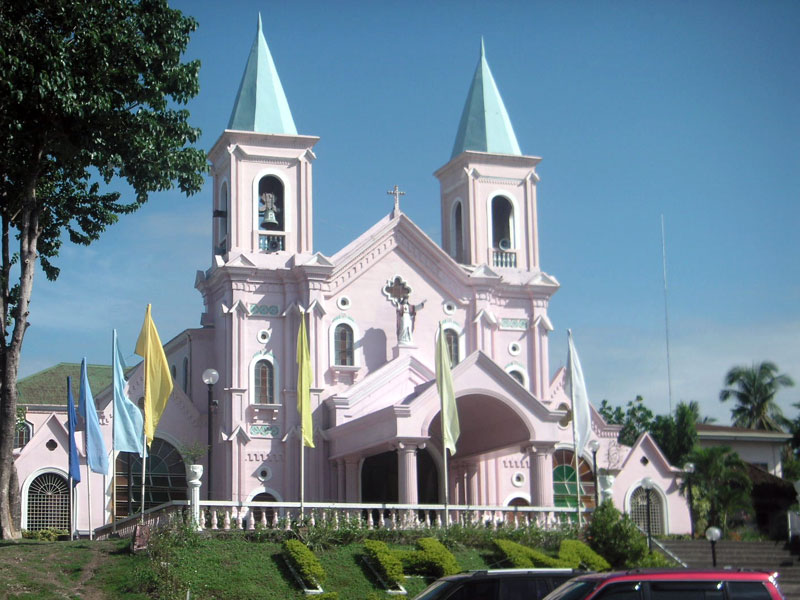
L'église de Minglanilla - 06/09/2006.

Minglanilla est une municipalité de la province de Cebu, au centre-est de l'île de Cebu, aux Philippines.

## Généralités
Elle est entourée des municipalités de Naga au sud-ouest, Talisay et Cebu (ville) au nord-ouest et du détroit de Cebu reliant la mer de Bohol et la mer des Camotes à l'est.
Elle est administrativement constituée de 19 barangays (quartiers/districts/villages) :
- Cadulawan
- Calajo-an
- Camp 7
- Camp 8
- Cuanos
- Guindaruhan
- Linao
- Manduang
- Pakigne
- Poblacion Ward I
- Poblacion Ward II
- Poblacion Ward III
- Poblacion Ward IV
- Tubod
- Tulay
- Tunghaan
- Tungkop
- Vito
- Tungkil

Sa population en 2019 est d'environ 150 000 habitants.